# 深き困窮より、われ汝に呼ばわる
『深き困窮より、われ汝に呼ばわる』（ふかきこんきゅうよりわれなんじによばわる、Aus tiefer Not schrei ich zu dir）は、マルティン・ルターが1523年に作詞作曲し、ルターの協力者ヨハン・ワルターが1524年に編曲したコラール。ヨハン・ゼバスティアン・バッハの教会カンタータBWV38「深き困窮より、われ汝に呼ばわる」に取り入れられている。オルガンBWV686、BWV687。

## 収録
現代の賛美歌ではバッハの和声が使われている。日本福音連盟の『聖歌』228番。聖歌の友社の『聖歌 (総合版)』195番。『讃美歌』258番「貴きみかみよ」、『讃美歌21』160番「深き悩みより」
。

## 聖書箇所
聖句は詩編130「ああ主よわれふかき淵より汝をよべり　主よねがはくはわが聲をきき汝のみみをわが懇求のこゑにかたぶけたまへ　ヤハよ主よなんぢ若もろもろの不義に目をとめたまはば誰たれかよく立ことをえんや　されどなんぢに赦あれば人におそれかしこまれ給ふべし　我主を俟望む わが霊魂はまちのぞむ われはその聖言によりて望をいだく　わがたましひは衛士があしたを待にまさり 誠にゑじが旦をまつにまさりて主をまてり　イスラエルよ主によりて望をいだけ そは主にあはれみあり またゆたかなる救贖あり　主はイスラエルをそのもろもろの邪曲よりあがなひたまはん」（文語訳聖書）

## 曲
冒頭は五度下降が「深きふち」をあらわし、次の上昇が主なる神を呼び求めることをあらわしているが、「とうときみかみよ」の訳では音程と歌詞があわなくなっていると指摘されている。

## 歌詞
バッハのカンタータBWV38には第1節と第5節がとりいれられている。
1.

Aus tiefer Not schrei' ich zu dir,  深い困窮より、私はあなたに叫びます

Herr Gott, erhoer' mein Rufen,      主なる神よ、私の叫びを聴いてください。

Dein gnädig' Ohren kehr zu mir,     あなたの恵み深い御耳を私に傾け，

Und meiner Bitt' sie öffnen!        私の祈りに耳を開いてください。

Denn so du willst das sehen an,     もしあなたが

Was Sünd' und Unrecht ist getan,    罪と不義に目をとめられるなら、

Wer kann, Herr, vor dir bleiben?    主よ，誰があなたの御前に立ち続けることができるでしょうか。

2.

Bei dir gilt nichts denn Gnad' und Gunst　ただあなたの恵みとあわれみにより、

Die Sünde zu vergeben;　罪のゆるしがあり、

Es ist doch unser Tun umsonst,　私たちの行いは無意味、

Auch in dem besten Leben.　最も善い人生においてさえ。

Vor dir Niemand sich rühmen kann,　誰もあなたに誇ることはできない。

Des muß dich fürchten jedermann　それゆえ、誰もがあなたをおそれなければならず、

Und deiner Gnade leben.　恵みによってのみ生かされる。

3.

Darum auf Gott will hoffen ich,　それゆえ私は神に希望をおきます，

Auf mein Verdienst nicht bauen;　私の功績の上には建て上げません。

Auf ihn mein Herz soll laßen sich,　私の心は主により頼み、

Und seiner Güte trauen,　主の慈しみを信頼します。

Die mir zusagt sein wertes Wort, （その慈しみを）主の貴いみことばは約束してくださる、

Das ist mein Trost und treuer Hort, （みことばは）私のなぐさめ、避けどころ、

Des will ich allzeit harren.　それを私はいつも待ち望もうと思う。

4.

Und ob es währt bis in die Nacht　そして，（深い困窮が）夜まで続いたとしても，

Und wieder an den Morgen,　いや翌朝まで続いたとしても，

Doch soll mein Herz an Gottes Macht　それでも私の心は神の御力について

Verzweifeln nicht noch sorgen,　絶望もせず，心配もしません。

So thu' Israel rechter Art,　イスラエルも正しい仕方でそうせんことを，

Der aus dem Geist erzeuget ward,　（霊から生まれたイスラエルも）

Und seines Gott's erharre.　そして自らの神を待ち望まんことを。

5.

Ob bei uns ist der Sünden viel,

Bei Gott ist viel mehr Gnade;

Sein' Hand zu helfen hat kein Ziel,

Wie groß auch sei der Schade.

Er ist allein der gute Hirt,

Der Israel erlösen wird

Aus seinen Sünden allen.